# Fejértelep
Fejértelep (szerbül Шушара / Šušara, németül Sanddorf) település Szerbiában, a Vajdaságban, a Dél-bánsági körzetben, a verseci községben.

## Népesség
- 1948-ban 748 lakosa volt.
- 1953-ban 851 lakosa volt.
- 1961-ben 819 lakosa volt.
- 1971-ben 648 lakosa volt.
- 1981-ben 496 lakosa volt.
- 1991-ben 472 lakosa volt, melyből 312 magyar (66,1%), 74 szerb (15,7%), 51 jugoszláv (10,8%), 8 román, 5 német, 4 macedón, 4 szlovák, 2 albán, 1 bolgár, 4 személy nem nyilatkozott és 7 ismeretlen.
- 2002-ben 376 lakosa volt, melyből 241 magyar (64,1%), 82 szerb (21,8%), 26 jugoszláv (6,9%), 3 macedón, 2 német, 2 román és 20 személy nem nyilatkozott (5,3%).

2002-ben mind a jugoszlávok, mind a nem nyilatkozott személyek száma igen magas volt a településen.

## Galéria

### A falu képekben

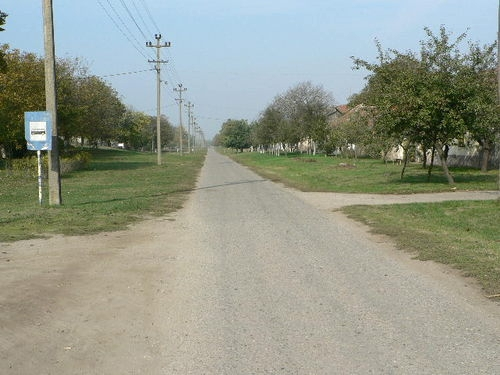
Fejértelepi utcarészlet
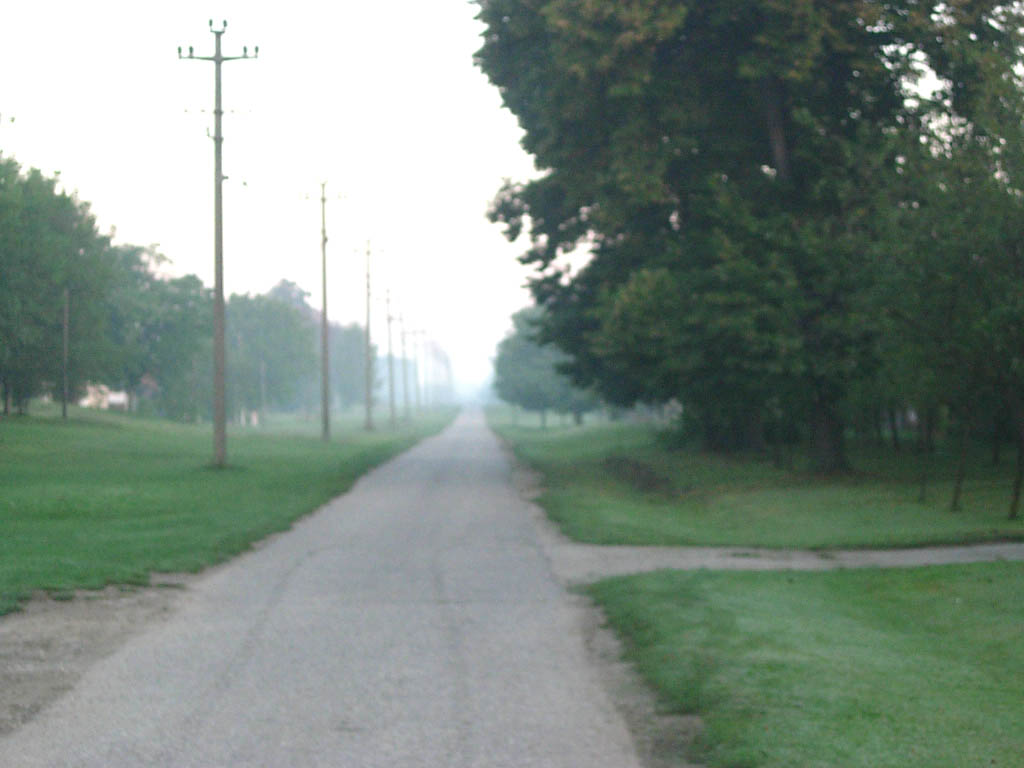
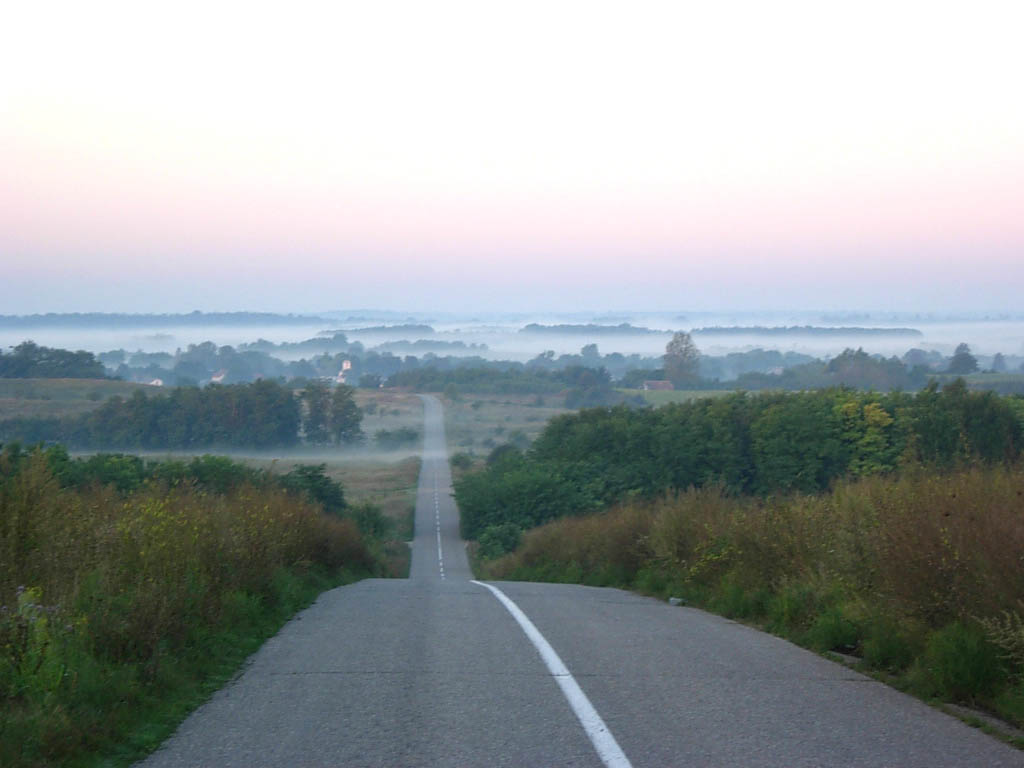
A Delibláti-homokpuszta, háttérben Fejértelep
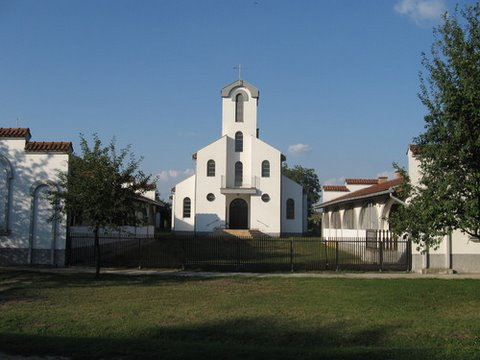
A katolikus templom
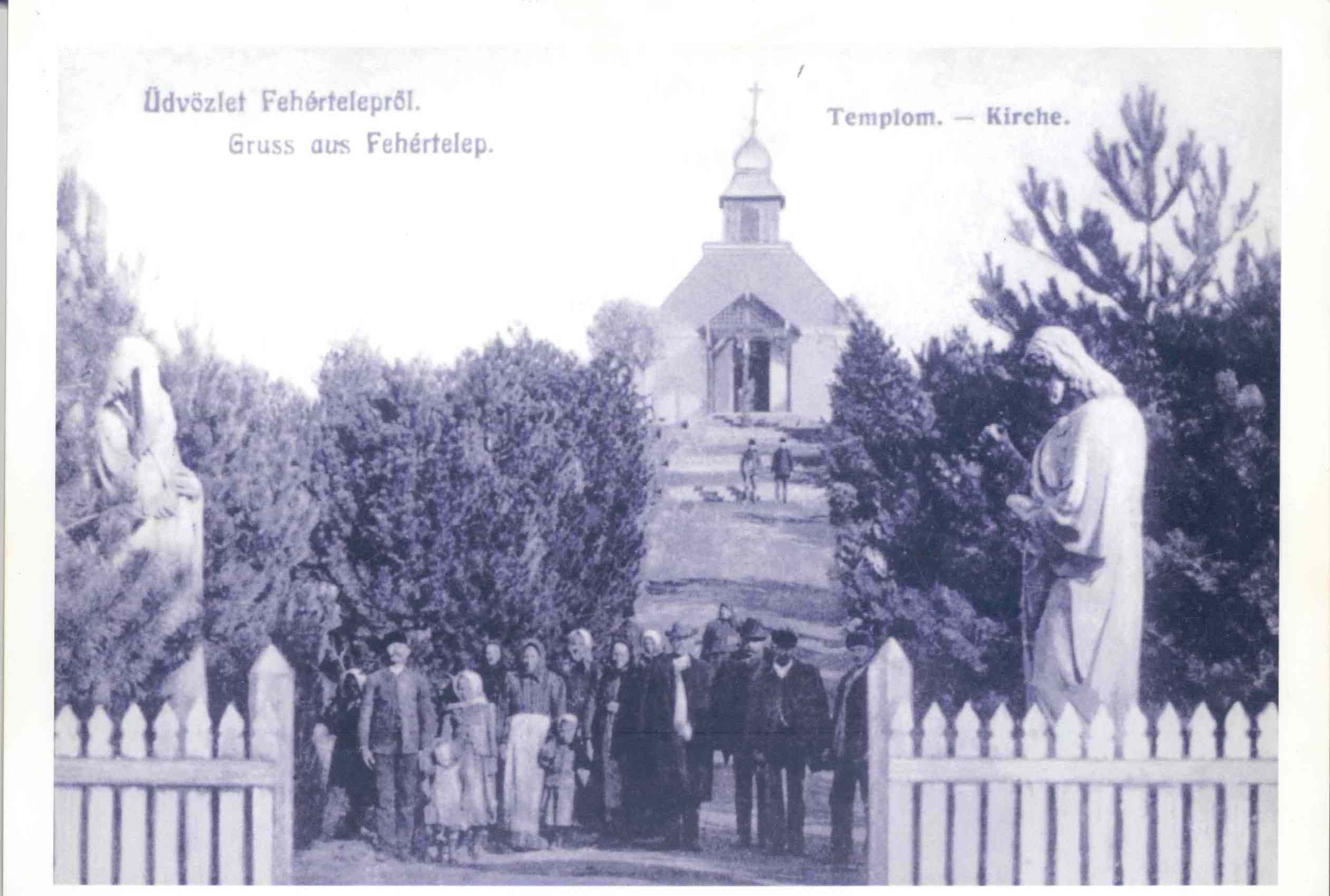
Képeslap Fejértelepről 1902-ben

### Művelődés

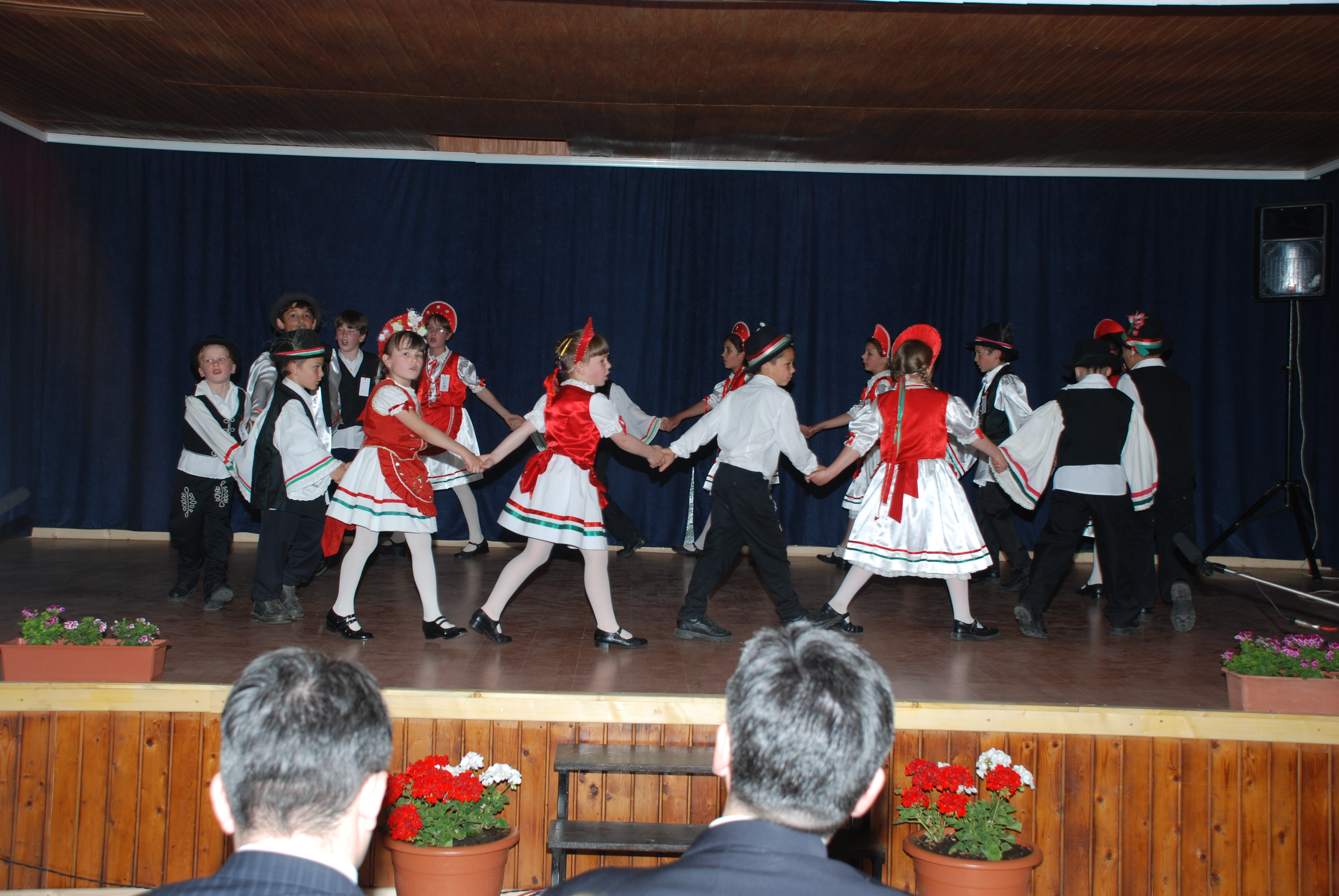
Az Ady Endre Művelődési Egyesület gyermektagjainak fellépése
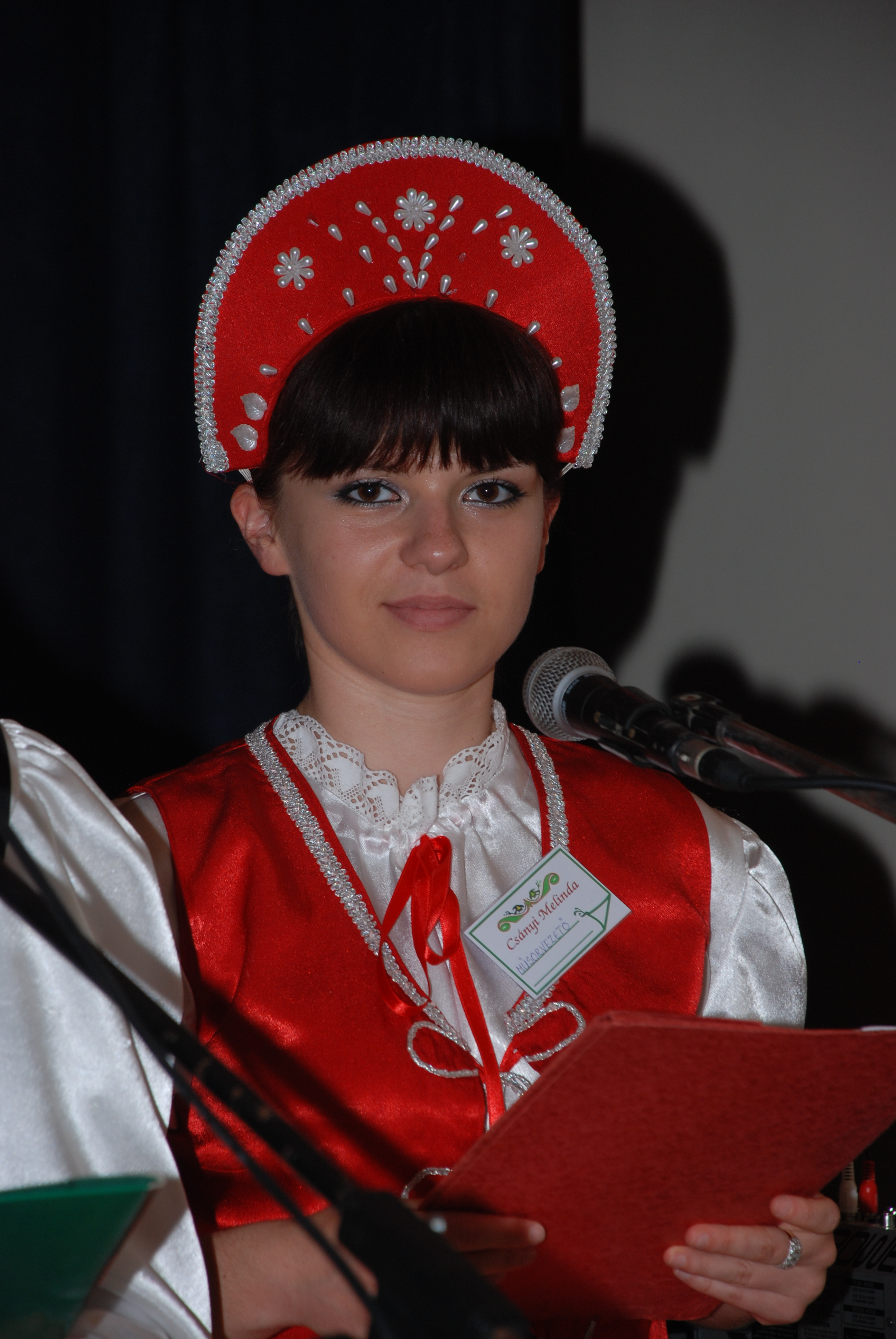
Csányi Melinda, műsorvezető
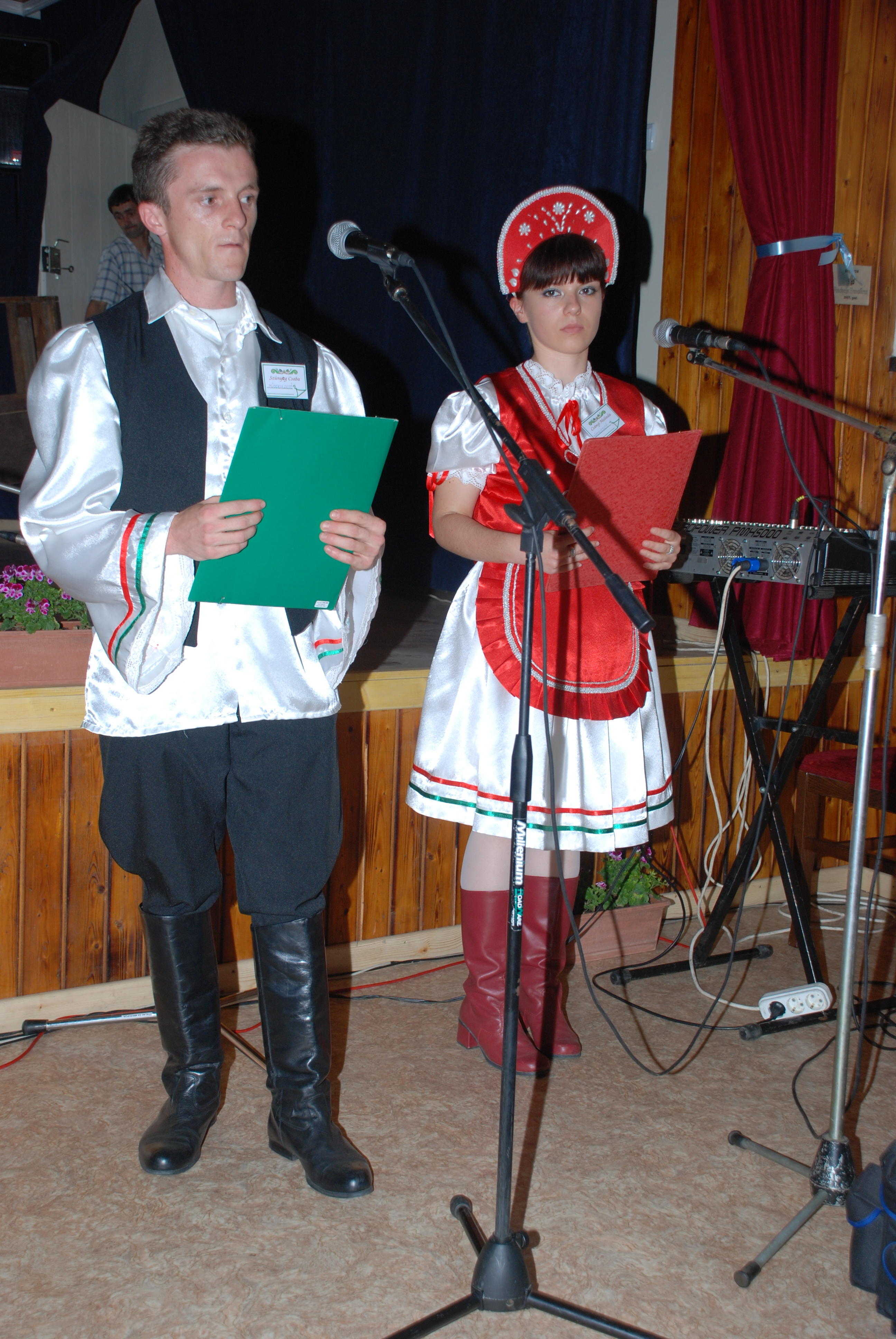
Népművészeti találkozó vezetői
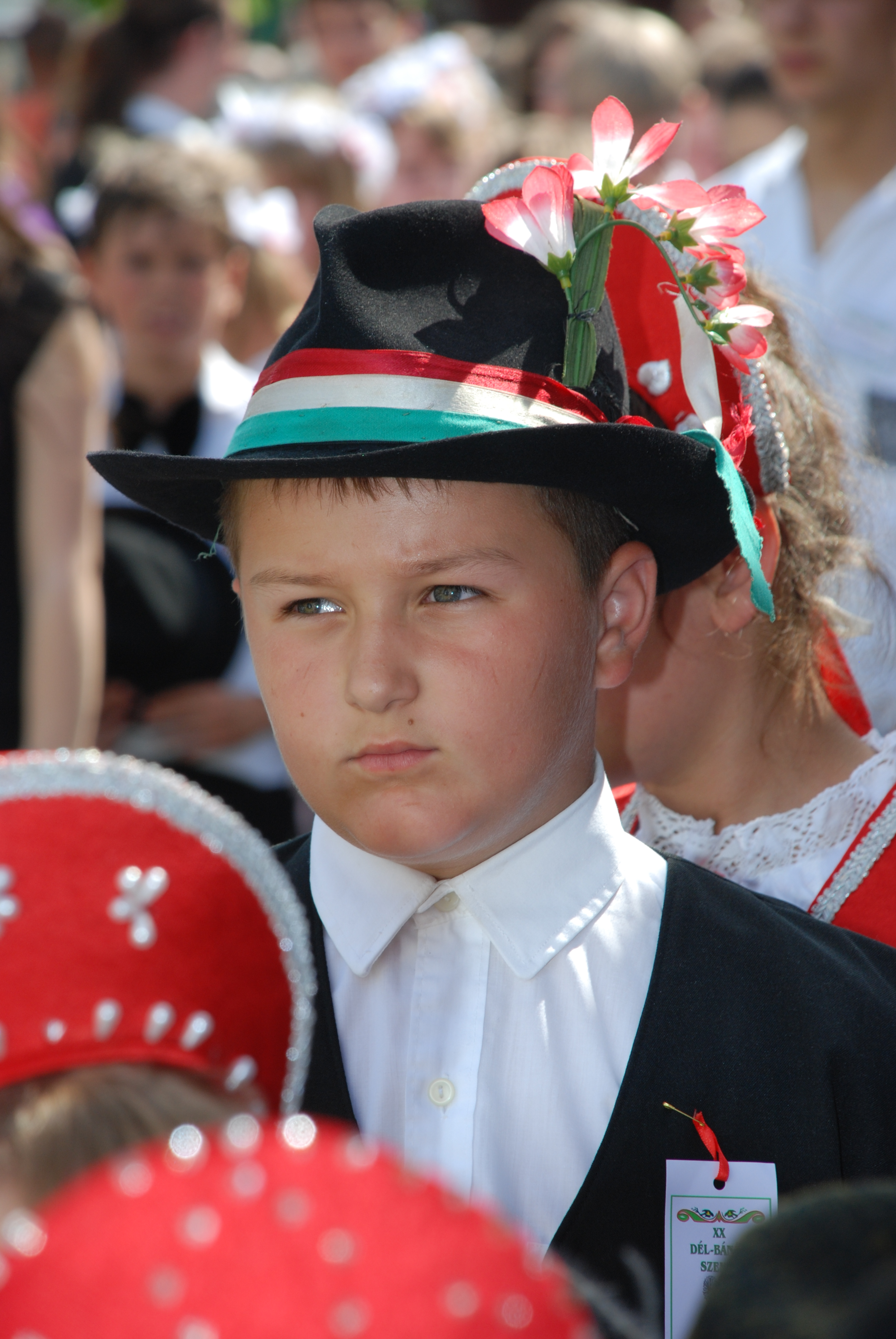
A találkozó fiatal résztvevője
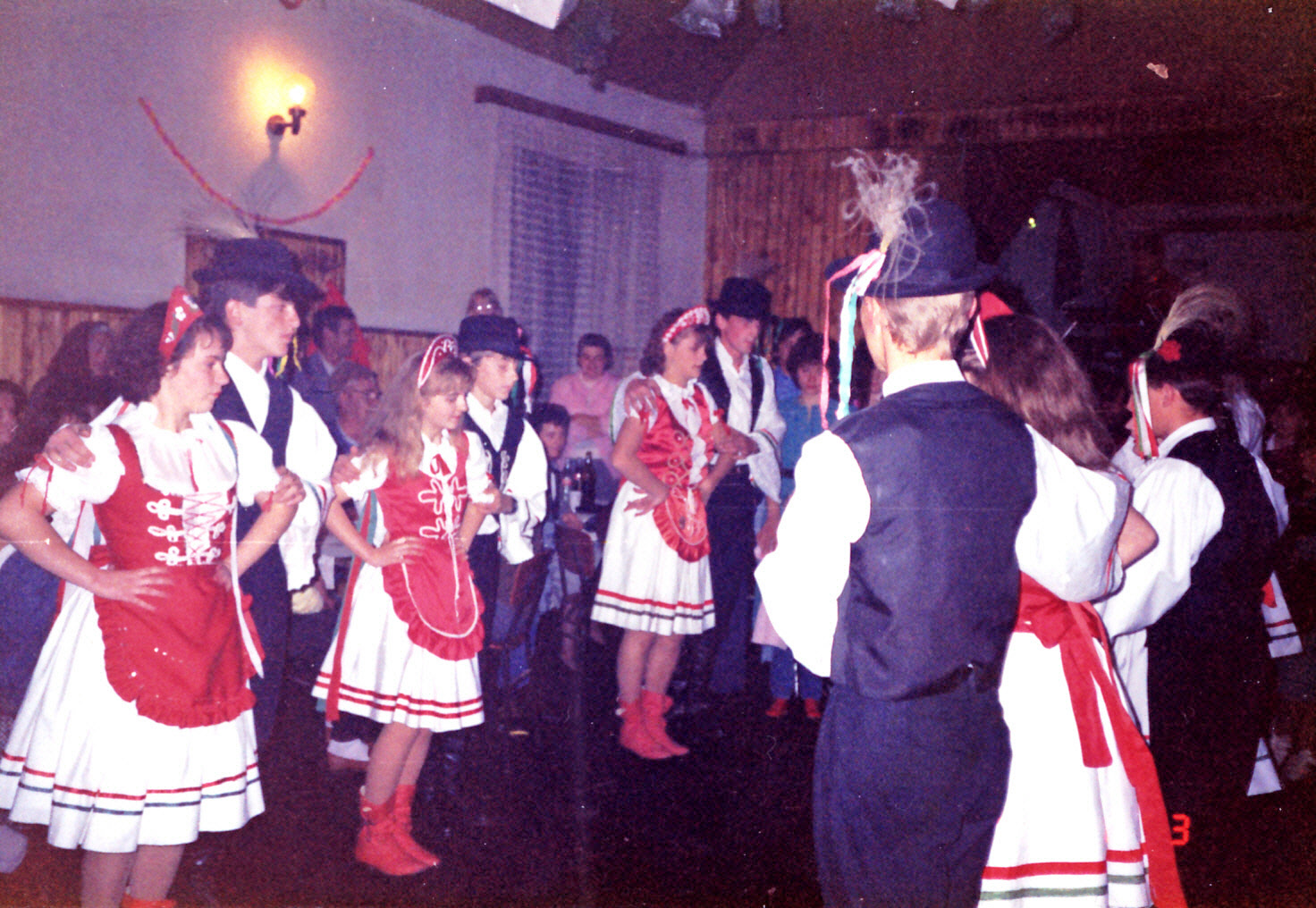
A fejértemplomi művelődési egyesület táncház-bemutatója
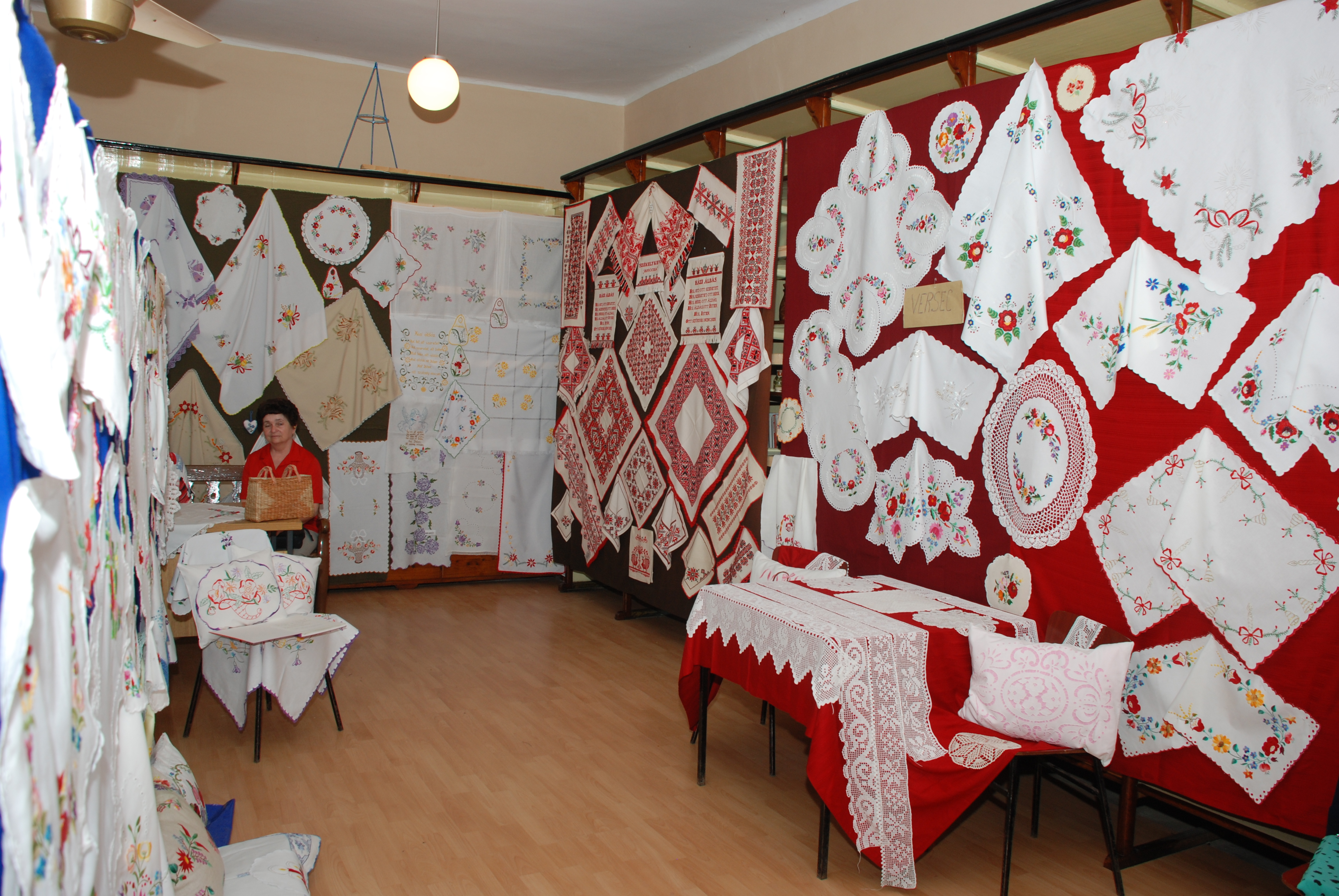
Magyar néprajzi kézimunkák kiállítása
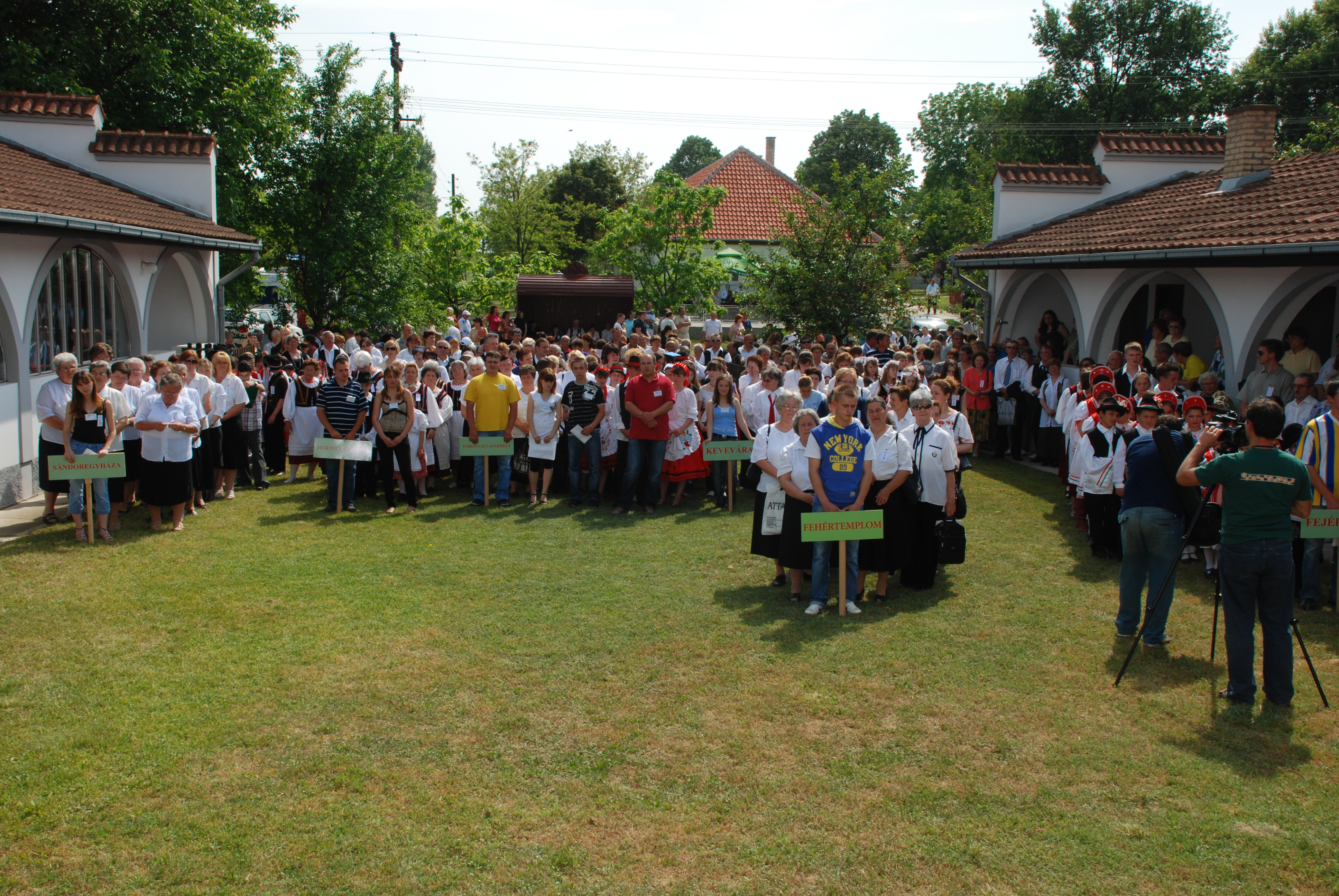
Bánsági magyarok folklór találkozója, 2009-ben